# (85014) Sutter
(85014) Sutter est un astéroïde de la ceinture principale.

## Description
(85014) Sutter est un astéroïde de la ceinture principale. Il fut découvert le 19 janvier 2004 aux Monts Santa Catalina par le projet CSS. Il présente une orbite caractérisée par un demi-grand axe de 2,75 UA, une excentricité de 0,11 et une inclinaison de 12,9° par rapport à l'écliptique.

## Compléments